# Indy Racing League 1996-1997
Navigation
1996 1998
Le championnat d'Indy Racing League 1996-1997 a été remporté par le pilote américain Tony Stewart, sur les voitures du Team Menard.
Avec la douzième place, Jim Guthrie est le meilleur débutant de l'année (rookie of the year).

## Repères
- Le projet initial visant à ce que l'Indy Racing League se déroule à cheval sur deux années civiles et se termine au mois de mai avec les 500 Miles d'Indianapolis a été abandonné au cours de la saison, qui s'est donc prolongée jusqu'à la fin de l'année 1997.
- Les deux courses de l'année 1996 se sont disputées au volant de voitures répondant à la réglementation du championnat concurrent CART. La réglementation technique propre à l'IRL est entrée en vigueur à partir de la manche d'Orlando en janvier 1997.
- Alors que l'IRL confiait depuis sa création la gestion sportive de son championnat (et notamment tout ce qui est relatif au chronométrage) à l'USAC, elle décida d'en reprendre le contrôle à la suite d'un énorme « couac » survenu lors de l'épreuve du Texas au mois de juin. L'USAC avait en effet oublié de comptabiliser 2 tours à plusieurs pilotes et avait désigné par erreur Billy Boat comme vainqueur. Venu réclamer justice lors de la cérémonie d'après course, le Néerlandais Arie Luyendyk avait déclenché une bagarre générale (et s'était même fait envoyer au tapis par A.J. Foyt dont Billy Boat est l'un des pilotes) mais avait finalement obtenu gain de cause quelques jours plus tard en étant déclaré vainqueur de la course.

## Courses de la saison 1996-1997
| Date              | Épreuve             | Circuit                              | Vainqueur      | Voiture        | Écurie                  |
| ----------------- | ------------------- | ------------------------------------ | -------------- | -------------- | ----------------------- |
| 18 août 1996      | True Value 200      | New Hampshire International Speedway | Scott Sharp    | Lola-Ford      | Foyt Enterprises        |
| 15 septembre 1996 | 1996 Las Vegas 500K | Las Vegas Motor Speedway             | Richie Hearn   | Reynard-Ford   | Della Penna Motorsports |
| 25 janvier 1997   | Indy 200            | Walt Disney World Speedway           | Eddie Cheever  | G-Force-Aurora | Team Cheever            |
| 23 mars 1997      | Phoenix 200         | Phoenix International Raceway        | Jim Guthrie    | Dallara-Aurora | Blueprint Racing        |
| 26 mai 1997       | Indianapolis 500    | Indianapolis Motor Speedway          | Arie Luyendyk  | G-Force-Aurora | Treadway Racing         |
| 7 juin 1997       | True Value 500      | Texas Motor Speedway                 | Arie Luyendyk  | G-Force-Aurora | Treadway Racing         |
| 29 juin 1997      | Samsonite 200       | Pikes Peak International Raceway     | Tony Stewart   | G-Force-Aurora | Team Menard             |
| 26 juillet 1997   | VisionAire 500      | Lowe's Motor Speedway                | Buddy Lazier   | Dallara-Aurora | Hemelgarn Racing        |
| 17 août 1997      | Pennzoil 200        | New Hampshire International Speedway | Robbie Buhl    | G-Force-Aurora | Team Menard             |
| 11 octobre 1997   | 1997 Les Vegas 500K | Las Vegas Motor Speedway             | Eliseo Salazar | Dallara-Aurora | Team Scandia            |

## Classement des pilotes
| Classement | Pilote                | Pays       | Voiture                                                       | Écurie                                 | Nombre de points |
| ---------- | --------------------- | ---------- | ------------------------------------------------------------- | -------------------------------------- | ---------------- |
| 1er        | Tony Stewart          | États-Unis | Lola-Menard (en) G-Force-Aurora                               | Menard                                 | 278              |
| 2e         | Davey Hamilton        | États-Unis | Lola-Ford Dallara-Aurora G-Force-Aurora                       | Foyt                                   | 272              |
| 3e         | Marco Greco           | Brésil     | Lola-Ford Dallara-Aurora G-Force-Aurora                       | Scandia Galles                         | 230              |
| 3e         | Eddie Cheever         | États-Unis | Lola-Menard (en) G-Force-Aurora                               | Cheever Racing                         | 230              |
| 5e         | Scott Goodyear        | Canada     | G-Force-Aurora                                                | Treadway                               | 226              |
| 6e         | Arie Luyendyk         | Pays-Bas   | Reynard-Ford G-Force-Aurora                                   | Treadway                               | 223              |
| 7e         | Roberto Guerrero      | Colombie   | Reynard-Ford Dallara-Infiniti Dallara-Aurora                  | Pagan                                  | 221              |
| 8e         | Buddy Lazier          | États-Unis | Reynard-Ford Dallara-Infiniti Dallara-Aurora                  | Hemelgarn                              | 209              |
| 9e         | Eliseo Salazar        | Chili      | Lola-Ford Dallara-Aurora                                      | Scandia                                | 208              |
| 10e        | Buzz Calkins          | États-Unis | Reynard-Ford G-Force-Aurora                                   | Bradley                                | 204              |
| 11e        | Stéphan Grégoire      | France     | Lola-Ford G-Force-Aurora                                      | Scandia Chastain                       | 192              |
| 12e        | Jim Guthrie           | États-Unis | Lola-Menard (en) Lola-Buick Dallara-Aurora                    | Blueprint                              | 186              |
| 13e        | Robbie Buhl           | États-Unis | Lola-Ford G-Force-Aurora                                      | Beck Menard                            | 170              |
| 14e        | Mike Groff            | États-Unis | Reynard-Ford G-Force-Infiniti G-Force-Aurora                  | Byrd-Cunningham                        | 169              |
| 15e        | John Paul Jr.         | États-Unis | Lola-Menard (en) Dallara-Aurora G-Force-Aurora                | PDM                                    | 163              |
| 16e        | Affonso Giaffone      | Brésil     | Lola-Ford Dallara-Aurora                                      | Scandia Chitwood                       | 159              |
| 17e        | Mark Dismore          | États-Unis | Lola-Menard (en) Dallara-Aurora                               | Menard Kelley                          | 158              |
| 18e        | Billy Boat            | États-Unis | G-Force-Aurora Dallara-Aurora                                 | Foyt PDM                               | 151              |
| 19e        | Kenny Brack           | Suède      | G-Force-Aurora                                                | Galles                                 | 139              |
| 20e        | Robbie Groff          | États-Unis | G-Force-Aurora                                                | McCormack                              | 135              |
| 21e        | Vincenzo Sospiri      | Italie     | Dallara-Aurora                                                | Scandia                                | 134              |
| 22e        | Scott Sharp           | États-Unis | Lola-Ford Dallara-Aurora G-Force-Aurora                       | Foyt                                   | 119              |
| 23e        | Jack Miller           | États-Unis | Dallara-Aurora Dallara-Infiniti                               | Crest                                  | 114              |
| 24e        | Johnny Unser          | États-Unis | Reynard-Ford Dallara-Infiniti G-Force-Infiniti G-Force-Aurora | Project Indy Hemelgarn Byrd-Cunningham | 107              |
| 25e        | Tyce Carlson          | États-Unis | Lola-Menard (en) Dallara-Aurora Dallara-Infiniti              | PDM Zali                               | 84               |
| 26e        | Fermín Vélez          | Espagne    | Dallara-Aurora                                                | Scandia                                | 82               |
| 27e        | Jimmy Kite            | États-Unis | Dallara-Aurora                                                | Scandia                                | 76               |
| 27e        | Sam Schmidt           | États-Unis | Dallara-Aurora                                                | Blueprint LP                           | 76               |
| 29e        | Greg Ray              | États-Unis | Dallara-Aurora                                                | Knapp                                  | 73               |
| 30e        | Jeff Ward             | États-Unis | G-Force-Aurora Dallara-Aurora                                 | Galles Cheever Sinden                  | 69               |
| 31e        | Stan Wattles          | États-Unis | Lola-Ford Riley & Scott-Aurora                                | McCormack Metro                        | 63               |
| 32e        | Michele Alboreto      | Italie     | Reynard-Ford                                                  | Scandia                                | 62               |
| 33e        | Richie Hearn          | États-Unis | Reynard-Ford                                                  | Della Penna                            | 59               |
| 34e        | Billy Roe             | États-Unis | Dallara-Aurora                                                | Eurointernational Roe                  | 55               |
| 35e        | Jeret Schroeder       | États-Unis | G-Force-Aurora                                                | McCormack                              | 37               |
| 36e        | Michel Jourdain Jr.   | Mexique    | Lola-Ford                                                     | Scandia                                | 33               |
| 37e        | Robby Gordon          | États-Unis | Reynard-Ford G-Force-Aurora                                   | Walker Sabco                           | 27               |
| 38e        | Brad Murphey          | Australie  | Reynard-Ford                                                  | Hemelgarn                              | 25               |
| 39e        | Alessandro Zampedri   | Italie     | Dallara-Aurora                                                | Scandia                                | 24               |
| 40e        | Johnny O'Connell      | États-Unis | Reynard-Ford                                                  | Treadway                               | 23               |
| 40e        | Paul Durant           | États-Unis | G-Force-Aurora                                                | Foyt Byrd-Cunningham                   | 23               |
| 42e        | Danny Ongais          | États-Unis | Dallara-Aurora                                                | Chitwood                               | 22               |
| 42e        | Lyn St. James         | États-Unis | Dallara-Infiniti                                              | Hemelgarn                              | 22               |
| 44e        | Steve Kinser          | États-Unis | Dallara-Aurora                                                | Sinden                                 | 21               |
| 45e        | Dennis Vitolo         | États-Unis | Dallara-Infiniti                                              | Beck                                   | 20               |
| 46e        | Mike Shank            | États-Unis | Riley & Scott-Aurora                                          | Nienhouse                              | 19               |
| 47e        | Dave Kudrave          | États-Unis | Lola-Buick                                                    | Tempero-Giuffre                        | 18               |
| 48e        | Juan Carlos Carbonell | Chili      | Lola-Buick                                                    | Tempero-Giuffre                        | 16               |
| 49e        | Joe Gosek             | États-Unis | Lola-Buick                                                    | ABF                                    | 14               |
| 50e        | Allen May             | États-Unis | Dallara-Aurora                                                | Sinden                                 | 13               |
| 51e        | Johnny Parsons        | États-Unis | Lola-Buick                                                    | Blueprint                              | 7                |
| 52e        | Claude Bourbonnais    | Canada     | Dallara-Aurora                                                | Blueprint                              | 5                |